# Психология дорожного движения
Психология дорожного движения (англ. Traffic psychology и нем. Verkehrspsychologie) — это психологическая дисциплина, в рамках которой изучаются взаимосвязи между поведением участников дорожно-транспортной среды и психическими процессами, которые это поведение обусловливают. 
Основной целью психологии дорожного движения является привлечение теоретических представлений психологии для улучшения передвижения и мобильности людей с помощью разработки и применения различных мер, предотвращающих дорожно-транспортные происшествия, а также формирование поведения участников (согласно правилам дорожного движения) через их обучение и мотивацию.
Поведение участников дорожного движения зачастую изучается в контексте произошедшей аварии для того, чтобы исследовать возможные причины дорожно-транспортного происшествия, а также психологические особенности участников, вовлеченных в аварию. Дорожные психологии различают три различных типа мотивации водителя: резонное или планируемое поведение; импульсивное или эмоциональное поведение и привычное (стандартное) поведение. Кроме того, знания из таких областей, как социальная и когнитивная психология используются в психологии дорожного движения для различных образовательных кампаний в области дорожной безопасности, а также терапевтических и реабилитационных программ.
Различные представления из когнитивных теорий, психологии движений, нейрофизиологии также применяются в психологии дорожного движения. Для лучшего понимания восприятия водителем ситуации и его действий на дороге изучаются такие факторы как внимание, память, ориентировка в пространстве, уровень опыта, стресс, воздействие психоактивных веществ, влияние отвлекающих раздражителей, усталость, а также выполнение второстепенных задач (разговоры по телефону, пользование навигатором и т.д.).

## Некоторые понятия
Психология дорожного движения затрагивает не только когнитивные и личностные, но и сенсомоторные аспекты управления транспортным средством, а также взаимодействие человека с другими участниками дорожного движения. Благодаря выявлению того, что чувствует водитель, каковы его мысли, психология дорожного движения позволяет понять, какой будет результат действий водителя, что, в свою очередь, дает основание для изменения способа его поведения за рулем.
Психология дорожного движения может рассматриваться в качестве «инструмента», который посредством субъективного анализа помогает улучшать качество жизни через наблюдение за поведением, идентификацией приемов и способов поведения и его изменения. Таким образом, задачей психологии дорожного движения является понимание и предсказание поведения в условиях дорожно-транспортной среды для обеспечения необходимых мер по безопасности и минимизации вредного воздействия от участия в дорожном движении.

## Исследование поведения
Исследование поведения в психологии дорожного движения взаимосвязано с изучением таких предметных областей как мотивация, индивидуально-психологические и гендерные различия, привычки, самоуверенность, возрастные и профессиональные различия, внимание и нарушение правил дорожного движения.
Классификация поведенческих особенностей, которые снижают способность вождения и которые предрасполагают человека к рискованному вождению, а также их последующее разделение по признаку краткосрочного и долгосрочного воздействия помогает осмыслить проблематику формирования поведения на дороге и внести определенный вклад в процесс изменения/модификации этого поведения.
Дорожные и транспортные области научного знания и практической деятельности сосредоточивают своё внимание на исследовании понимания, объяснения и прогнозирования всего, что связано с перемещением людей и предметов. Эти области знания включают в себя несколько аспектов функционирования транспортных систем в единстве с их техническими возможностями. Так, в рамках этого процесса функционирования разрабатываются достоверные и надежные методы, позволяющие лучше понимать и предсказывать последствия изменения поведения человека посредством его взаимодействия с внешней, дорожно-транспортной средой.
Транспортная система состоит из дорожных железнодорожных, морских и воздушных инфраструктур. Она включает в себя различные возможности и ограничения для её экономики, законов и правил, которые определяют барьеры для индивидуального и массового использования автомобилей. Так, например, скорость передвижения может рассматриваться в качестве «способа» для путешествия (с помощью автомобиля, самолета, поезда или корабля) в соответствии с финансовыми возможностями, позволяющими использовать тот или иной тип транспортного средства (парусная лодка или скоростной катер, автомобиль типа седан или роскошная спортивная машина). Вместе с тем, скорость может рассматриваться, как «признак» передвижения, ограничиваемый правилами дорожного движения, например, ограничение скоростного режима в сельской местности по сравнению со скоростным режимом в городе или на трассе.
Дорожно-транспортная среда для передвижения учитывает местоположение, временные ограничения, население, а также ряд опасностей, которым могут подвергнуться автомобилисты. Именно эти факторы дорожно-транспортной среды являются факторами риска для водителей и могут привести к гибели на дороге. Так, вождение по мокрой и/или узкой дороге, в условиях слабой видимости, обусловливает значительно большую опасность, нежели вождение в солнечный день на открытом пространстве. Но это всего лишь один «тип» фактора дорожно-транспортной среды, который может привести к дорожно-транспортному происшествию, который Саллмэн продолжает описывать более подробно:
… аварии возникают из-за плохой видимости или дорожных препятствий, грязи, рассыпанных на дороге материалов, плохие дорожные условия, некачественную дорожную разметку, изгиб дороги и др. Различные природные факторы, такие как холод или жара, шум, вибрации поверхности — все это увеличивает вероятность развития стресса или состояния усталости [5].
Возрастные изменения водителя, личностные особенности, темпераментальные свойства, опыт управления транспортным средством оказывают влияние на скорость передвижения, контроль и принятие решений. Водителям, находящимся в состоянии опьянения, свойственна недооценка риска, а также различного рода компенсаторное поведение во время вождения. В целом же, алкоголь и наркотики провоцируют развитие настороженности, усталости, рассеянности внимания и представляют собой те самые факторы, которые обусловливают ошибки водителя, приводящие к дорожно-транспортным происшествиям [7].

## Исследование дорожно-транспортных происшествий
В дополнение к исследованиям поведения, исследования дорожно-транспортного происшествия также находится в «предметном поле» психологии дорожного движения. Так, рассматриваются приемы и способы управления транспортным средством, индивидуальные различия, личностные и характерологические особенности, ограничения возможностей здоровья, как водителя, включая его восприятие информации и его реакции на дороге, так и пешехода, причины его уязвимости. Исследование дорожно-транспортных происшествий позволяет понять их причины и способствует профилактике возникновения аварий.

## Человеческий фактор
Исследования в системе «человек-оператор управления транспортным средством» также играют большую роль в психологии дорожного движения. При этом наряду с внешними факторами, включающими безопасность дорожно-транспортной среды важны и факторы внутренние. К их числу относятся:
- Принятие решений
- Демография
- Отвлечение внимания
- Порог чувствительности
- Наркотики и алкоголь
- Обучение вождению и тренировка
- Знание автомобиля и дорожных условий
- Усталость
- Невнимательность
- Скорость реакции
- Ответная реакция на незнакомую обстановку
- Стресс и панические атаки

## Психологические исследования

### Нейропсихология
Поиск взаимосвязей между поведенческими паттернами управления транспортным средством и отдельными областями мозга, отвечающими за формирование этих паттернов, является одной из наиболее важных предметных областей психологии дорожного движения. Исследования в состоянии алкогольного опьянения и изменения в нейронных процессах продемонстрировали большую вероятность к склонности к увеличению скорости передвижения в несколько раз и отсутствие стремления следовать ограничениям превышению.

### Психологическая оценка, консультирование и реабилитация
Оценка надежности водителя включает в себя множество аспектов. Клиническая оценка включает в себя обзор медицинской карты и истории болезни, историю вождения, различные потребности водителя. Визуальная и перцептивная оценка включают амплитуду маневрирования на дороге, плавность при начале движения и торможении, общую координацию движений, чувствительность, время реакции и др [9].
Консультирование представляет собой сложный процесс, состоящий из отдельных, самостоятельных этапов. Специалист по реабилитации водителя — это тот, кто проектирует, разрабатывает, координирует и осуществляет передвижение лиц, возможности которых ограничены. Специалист по реабилитации водителей может использовать различные методы:
- физическую терапию,
- кинезитерапию,
- психотерапию,
- обучение вождению [12] и многие другие.

Основная цель процесса реабилитации дать возможность индивиду реализовать свои возможности, обеспечить процесс своего передвижения в условиях дорожно-транспортной среды, не представляя никакой угрозы для передвижения других.

## Особенности подхода
Психология дорожного движения стала активно развиваться с 80-х годов XX века и постепенно приобрела характер междисциплинарного направления психологических исследований. Сегодня она связана с медициной, эргономикой и инженерными науками, экономикой и исследованием человеческого фактора. Положительные и отрицательные последствия передвижения, в конечном счете, берут своё начало в решениях и поведении людей. Поэтому изучение поведения человека в условиях дорожно-транспортной среды сегодня может рассматриваться в качестве основы для предотвращения дорожно-транспортных происшествий и обеспечения дорожной безопасности [7], [10], [13].
В России задачи психологии дорожного движения принято связывать задачами в таких отраслях психологии, как транспортная психология или автотранспортная психология [12], [13], [14]. Однако в последние годы в рамках исследований по психологии дорожного движения стали появляться отдельные обзоры фрагментарного характера по данной проблематике [15].